# Lao Khrang
Die Lao Khrang (Thai ลาวครั่ง) sind eine Untergruppe des Volkes der Lao, auch als Thai Khrang (ไทครั่ง) bekannt. Sie sprechen einen Dialekt des Laotischen, der dem modernen Laotischen ähnlich ist. Die Lao Khrang dürfen nicht mit den Thai Khang verwechselt werden, die ein eng verwandte Gruppe im nordöstlichen Laos ist.

## Geographische Verbreitung
Die Lao Khrang sind über den Westen und den Zentralbereich von Thailand verbreitet. Sie siedeln insbesondere in den Provinzen Phichit, Suphan Buri, Uthai Thani, Chai Nat, Phitsanulok, Kamphaeng Phet, Nakhon Pathom und Nakhon Sawan. Zu ihnen gehören etwas mehr als 50.000 Menschen.

## Geschichte
Die Lao Khrang stammen von den Laoten aus Luang Phrabang und Houaphan ab, die nach der Invasion des Königreichs Lan Xang durch siamesische Truppen als Sklaven nach Hause geführt worden waren. Die Lao Khrang wurden im reichen Schwemmland von Zentralthailand angesiedelt, um dort landwirtschaftlichen Frondienst zu verrichten und die Nahrungsmittelproduktion für das Militär und den Export zu erhöhen.

## Religion und Kultur
Die Lao Khrang sind Anhänger des Theravada-Buddhismus, haben aber auch animistische Züge ihres ethnischen Glaubens behalten. Besonders verehrt werden sogenannte Dorfgeister, die hu chao nei. Traditionell sind sie Bauern, stellen aber auch rote Farbe aus der Lackschildlaus (Thai: ตัวครั่ง – tua khrang) her, um Textilien zu färben – daher der Name khrang (dt. „Lack“).
Heiraten war traditionell nur innerhalb der Gruppierung Lao Khrang möglich.